# Edwardsina spinosa
Edwardsina spinosa är en tvåvingeart som beskrevs av Peter Zwick 1977. Edwardsina spinosa ingår i släktet Edwardsina och familjen Blephariceridae. Inga underarter finns listade i Catalogue of Life.